# Tindhólmur
Tindhólmur je Faerský ostrůvek. Nachází se západně od ostrova Vágar na jižní straně fjordu Sørvágsfjørður a východně od ostrůvku Gáshólmur. Má rozlohu 650 m² a je neobydlený. Má pět vrcholů, které se jmenují Ytstitindur, Arnatindur, Lítlitindur, Breiðitindur a Boygditindur, znamenají (nejzazší, orlí, malý, široký a zahnutý). Nejvyšší bod je 262 metrů vysoký.